# Enicospilus helvolus
Enicospilus helvolus là một loài tò vò trong họ Ichneumonidae.